# USS LST-331
O USS LST-331 foi um navio de guerra norte-americano da classe LST que operou durante a Segunda Guerra Mundial.